# کارلوس آلبرتو سیلوا
کارلوس آلبرتو سیلوا (انگلیسی: Carlos Alberto Silva؛ ۱۴ اوت ۱۹۳۹ – ۲۰ ژانویهٔ ۲۰۱۷) یک مربی فوتبال اهل برزیل بود.